# Normanbreen
De Normanbreen is een gletsjer op het eiland Nordaustlandet, dat deel uitmaakt van de Noorse eilandengroep Spitsbergen.
De gletsjer is vernoemd naar Noors botanicus Johannes Musaeus Norman (1823-1903).

## Geografie
De gletsjer ligt in het noordoostelijk deel van het eiland in Orvin Land. Ze komt van de Austfonna en mondt in het noorden uit in beek die via de Normanbukta uitkomt op de Noordelijke IJszee.
Op ruim drie kilometer ten westen ligt de gletsjer Sexebreen en op ruim drie kilometer naar het noordwesten de gletsjer Nilsenbreen.